# Sopa de fideus

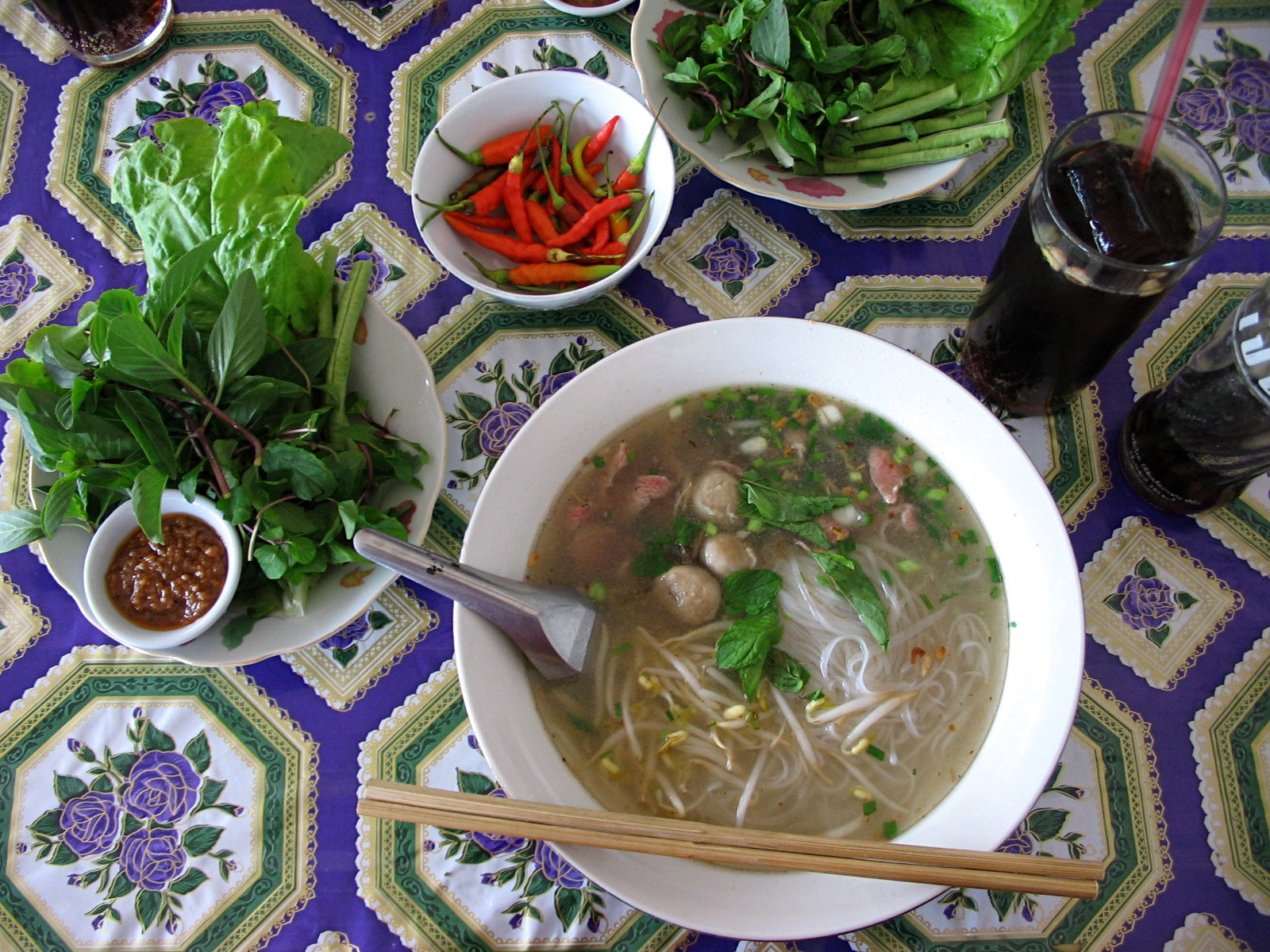
La sopa de fideus és l'esmorzar favorit de Laos.

La sopa de fideus és una sopa de la qual l'ingredient principal, o secundari, són els fideus. Existeix en moltes variants. És un dels elements més diferenciadors de les cuines asiàtiques.